# Marilyn Horne

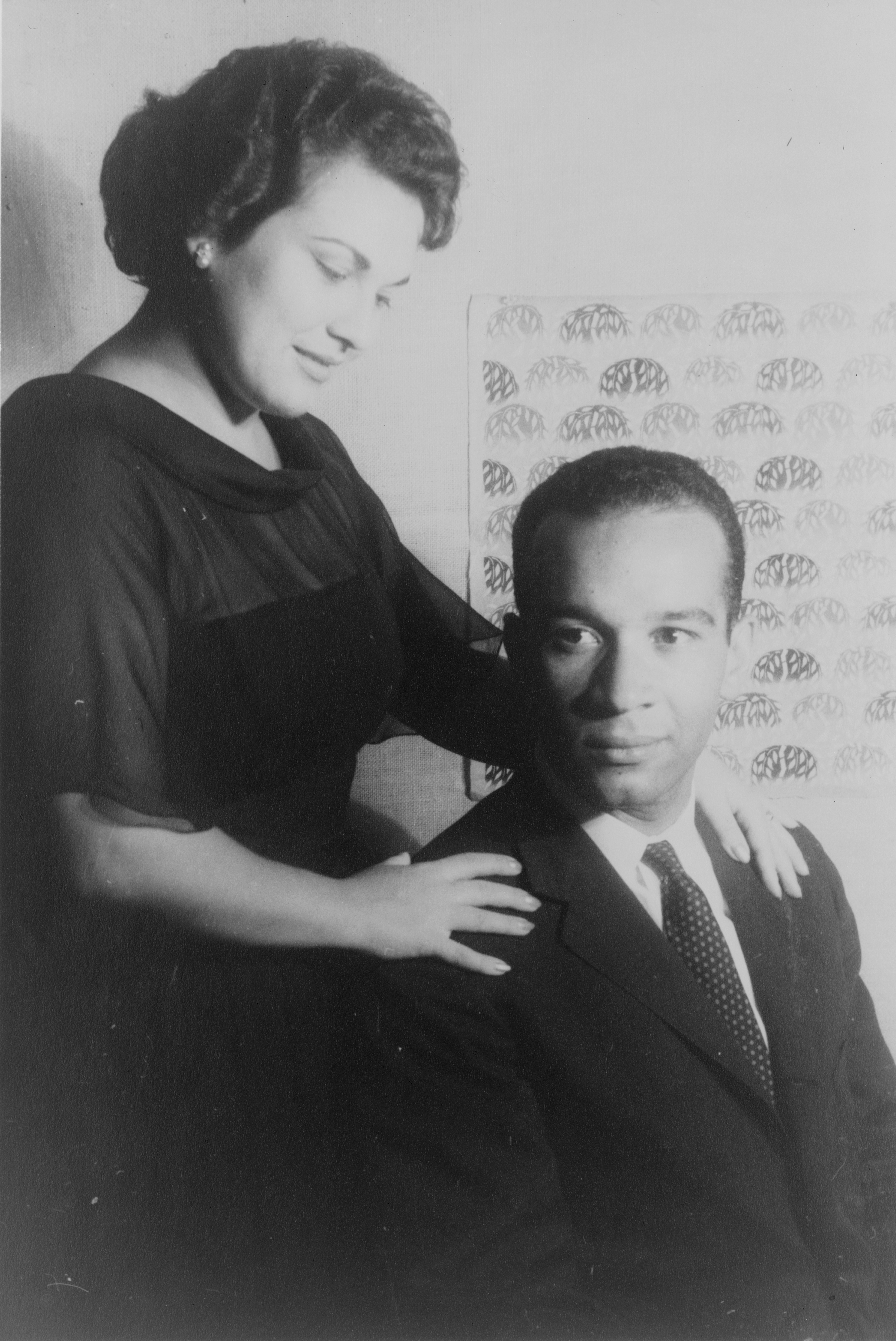
Marilyn Horne mit Henri Lewis (1961)

Marilyn Horne (* 16. Januar 1934 in Bradford, Pennsylvania) ist eine US-amerikanische Opern- und Konzertsängerin (Mezzosopran).

## Leben
Sie studierte bei William Vennard an der University of Southern California in Los Angeles und nahm auch an Meisterklassen bei Lotte Lehmann teil. 1954 lieh sie der Filmschauspielerin Dorothy Dandridge ihre Gesangsstimme in dem Tonfilm Carmen Jones. Nach ersten Auftritten in den USA ging Marilyn Horne 1957 nach Deutschland und hatte ein festes Engagement an der Gelsenkirchener Oper. Dort sang sie in den folgenden drei Jahren als Ensemblemitglied alle großen Sopranpartien. Mit der Rolle der Marie in Alban Bergs Wozzeck erregte sie bei der Eröffnung des neuen Hauses im Mai 1960 größere Aufmerksamkeit. Daraufhin wurde sie als Ersatz für eine erkrankte Sängerin nach San Francisco geholt und verließ Gelsenkirchen.
1961 lernte sie Joan Sutherland bei einem gemeinsamen Auftritt in Bellinis Beatrice di Tenda kennen. Die beiden sangen fortan in vielen gemeinsamen Produktionen und auch Schallplatteneinspielungen.
Von 1960 bis 1979 war sie mit dem afroamerikanischen Dirigenten Henry Lewis verheiratet. Während ihrer Schwangerschaft 1965 musste sie die Titelrolle in Lucrezia Borgia an der American Opera Society in New York absagen. Die damals noch unbekannte junge Montserrat Caballé sprang ein und wurde über Nacht bekannt.
Nachdem man Hornes Stimme anfangs für einen Sopran gehalten hatte, entdeckte sie in den 1960er Jahren ihr eigentliches Stimmfach, das des Koloratur-Mezzosoprans. Gefördert durch ihren Ehemann Henry Lewis sowie durch Joan Sutherland und deren Ehemann, den Dirigenten und Belcanto-Spezialisten Richard Bonynge, sang Horne fortan Koloraturpartien in Opern von Gioachino Rossini und Georg Friedrich Händel und begründete damit ihre eigentliche Karriere.
Sie trat an allen großen Opernhäusern der Welt auf. Ihr umfangreiches Repertoire reicht von Belcanto bis zur Musik des 20. Jahrhunderts. Bis heute gilt sie als eine der besten Rossini-Interpretinnen.
Marilyn Horne hatte außerdem einen Gastauftritt in der Fernsehserie Männerwirtschaft (The Odd Couple) und trat Ende der 1970er-Jahre als Gaststar in der Muppet Show auf. Ihren letzten öffentlichen Auftritt hatte sie an ihrem 66. Geburtstag in der Carnegie Hall.

## Ehrungen
- 1995: Ordre des Arts et des Lettres (Komtur)[1]
- 2009: Mitglied der American Academy of Arts and Sciences

## Diskografie (Auswahl)
- Bellini: Norma (Bonynge, 1964; Sutherland, J. Alexander, Cross) Decca
- Berlioz:  La damnation de Faust (Prêtre, 1969; Gedda, Soyer, Petkov) Opera D’Oro
- Bernstein: West Side Story (Bernstein, 1984; Te Kanawa, Troyanos, Carreras) Deutsche Grammophon
- Bizet: Carmen (Bernstein, 1972; Maliponte, McCracken, Krause) Deutsche Grammophon
- Donizetti: Anna Bolena (Varviso, 1968/69; Souliotis, J. Alexander, Ghiaurov) Decca
- Donizetti: Lucrezia Borgia (Bonynge, 1977; Sutherland, Aragall, Wixell) Decca
- Gluck: Orfeo ed Euridice (Solti, 1970; Lorengar, Donath) Decca
- Handel: Semele (Nelson, 1990; Battle, Ramey) Deutsche Grammophon
- Massenet: La Navarraise (Lewis, 1975; Domingo, Milnes, Zaccaria) RCA
- Meyerbeer: Le prophète (Lewis, 1976; Scotto, McCracken, Hines) Sony
- Mozart: Don Giovanni (Bonynge, 1968; Sutherland, Lorengar, Krenn, Bacquier, Gramm) Decca
- Ponchielli: La Gioconda (Gardelli, 1967; Tebaldi, Dominguez, Bergonzi, Merrill) Decca
- Puccini: Suor Angelica (Maazel, 1976; Scotto, Cotrubas) Sony
- Rossini: Il barbiere di Siviglia (R.Chailly, 1982; Barbacini, Nucci, Dara, Ramey) Sony
- Rossini: Bianca e Falliero (Renzetti, 1986; Ricciarelli, Merritt) [live] Fonit Cetra
- Rossini: L’italiana in Algeri (Scimone, 1980; Battle, Ramey) Erato
- Rossini: Semiramide (Bonynge, 1965/66; Sutherland, Rouleau, Malas) Decca
- Rossini: Tancredi (Weikert, 1982; Cuberli, Palacio, Zaccaria) Sony
- Roussel: Padmâvatî (Plasson, 1982/83; Gedda, van Dam) EMI
- Thomas: Mignon (de Almeida, 1977; Welting, von Stade, Vanzo, Zaccaria) Sony
- Verdi: Falstaff (Davis, 1991; Sweet, Lopardo, Panerai, Titus) RCA
- Verdi: Requiem (Solti, 1967; Sutherland, Horne, Pavarotti, Talvela) Decca
- Verdi: Il trovatore (Bonynge, 1976; Sutherland, Pavarotti, Wixell, Ghiaurov) Decca
- Vivaldi: Orlando furioso (Scimone, 1977; de los Ángeles, Valentini Terrani) Erato